# Oranier-Route

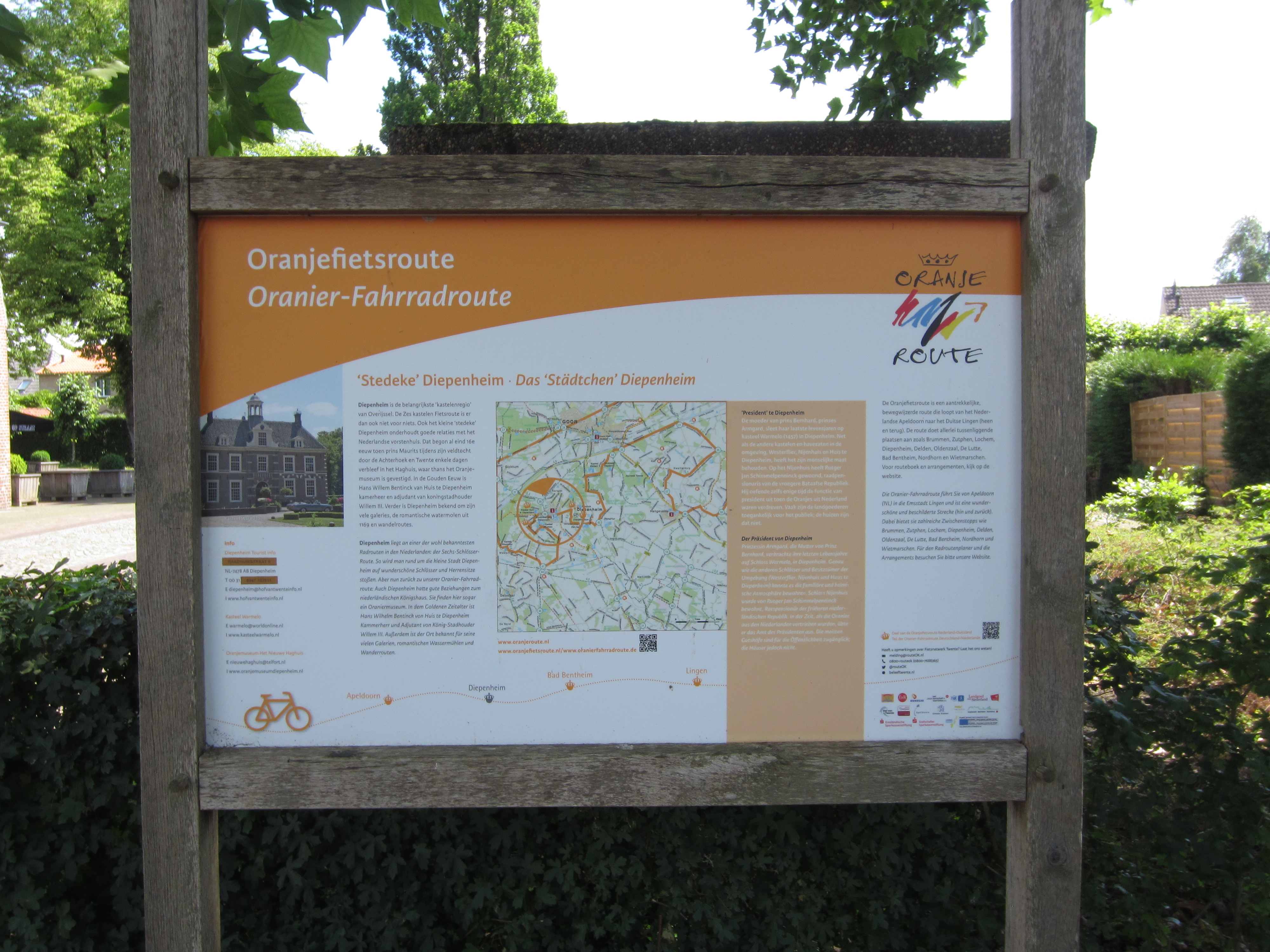

De Oranier-Route of Oranjeroute is een toeristische autoroute en fietsroute (enkel het deel van  Moers im Rheinland via 's-Heerenberg en Apeldoorn tot Lingen) in Nederland en Duitsland. De 2400 kilometer lange bewegwijzerde route loopt door Nederland en twaalf Duitse bondsstaten. De route volgt het spoor van het huis Oranje in Nederland en Duitsland.